# Left Behind – Az otthagyottak
A Left Behind – Az otthagyottak (eredeti cím: Left Behind: The Movie) 2000-ben bemutatott amerikai-kanadai apokaliptikus filmthriller, amelyet Vic Sarin rendezett. A forgatókönyvet Tim LaHaye és Jerry B. Jenkins Az elragadtatás után című regénye alapján készítették. A produkció főbb szerepeiben Kirk Cameron, Brad Johnson és Chelsea Noble. 2000. október 31-én mutatták be az Egyesült Államokban, Magyarországon nem vetítették a mozikban. Folytatása Left Behind 2. – A nagy nyomorúság címmel jelent meg 2002-ben. 2014-ben a film kapott egy remake-et Az otthagyottak címmel, amelyet Vic Armstrong rendezett és a főszerepet Nicolas Cage játszotta.

## Cselekmény
Buck Williams riporter interjút készít Chaim Rosenzweig izraeli tudóssal, aki kifejlesztett egy formulát, amelytől bármi bármilyen talajon megnő. Az interjú alatt a szíriai hadsereg megtámadja Izraelt. Az izraeli repülőgépek technikai problémák miatt nem tudnak felszállni. A támadó repülőgépek azonban anélkül robbannak fel, hogy az izraeli hadsereg egyetlen lövést is leadna. Buck Williams műholdon keresztül élőben tudósít az eseményekről. Az adás közben egy prófétai jelenés közeledik, és hétéves szövetséget és háborút jelent be.
Chicagóban Rayford Steele, a PanCon pilótája felveszi a szolgálatot. Még aznap este Londonba kell repülnie. Buck Rayford Steele gépén ül, amikor hirtelen tucatnyi utas tűnik el, és csak ruhák és cipők maradnak hátra. Az emberek eltűntek szerte a világon, és lezárták a reptereket. Ray visszatér Chicagóba, és hazaviszi magával Buckot. A felesége és a fia eltűnt, a pizsamájuk pedig még mindig az üres ágyakban hever.
Másnap reggel Ray lánya, Chloe hazaérkezik. Buckot a nappali kanapéján alva találja, és egy magánrepülőtérre viszi, ahol 48 órára kibérli a pilótát, Ken Ritzet és a gépét. Itt a riporter azonnal elkezd információkat gyűjteni a cikkéhez. A pilóta elmond neki néhány elméletet, amelyeket különböző alkalmakkor hallott. Ray elmegy a felesége templomába, és találkozik Bruce Barnes segédlelkésszel. A "tömeges eltűnés" okait most már hivatalosan is közlik a televízióban: Tudományosan megfogalmazva, de távol az igazságtól.
Buck megtudja, hogy már vannak tervek a jeruzsálemi templom újjáépítésére, de nem hiszi, hogy valaha is megvalósulnak. Két barátja és informátora gyors egymásutánban merénylet áldozatává válnak, ő maga pedig csak hajszál híján menekül meg a haláltól. Elborzadva menekül Rayhez és Chloéhoz. Bruce megmutatja neki a videót, amit a főpásztor hagyott hátra, és elmagyarázza, hogy az három évvel ezelőtt készült. A Biblia jóslata szerint tíz "királyság" fogja uralni a világot a következő hét évben, és az "Antikrisztus" fog mindenek felett állni. Bruce és Ray figyelmeztetik őt, hogy ha nem bízik Istenben, akkor becsapják.
Az általános zűrzavar és bizonytalanság e pillanatában Nicolai Carpathiát kinevezik az ENSZ főtitkárává. Buck és Chaim, az izraeli tudós úgy döntenek, hogy figyelmeztetik őt. Miután Carpathia intézkedik, hogy megakadályozza a bankárok hatalomátvételét, Buck felfedezi az asztalon a zsidó templom terveit. Chaim elmondja neki, hogy már minden készen áll az építkezéshez, és hamarosan el is kezdődik. Buck bocsánatot kér hitetlensége miatt, és Jézusnak ajánlja fel az életét. Ezután gyűlést tartanak, hogy leleplezzék a bankárok hatalomátvételi terveit. Carpathia azonban meggyilkolja ellenfeleit, és hipnotizálja az összes résztvevőt, akik ettől kezdve esküsznek, hogy gyilkosságot láttak, amelyet öngyilkosság követett. Buck az egyetlen, aki tudja az igazságot.
Buck elhagyja az ENSZ épületét, és bejelenti, hogy a bibliai jóslatok valóra válnak, ezért bizalmát Istenbe helyezi. Visszautazik Chicagóba, ahol mind a négyen - Bruce Barnes, Rayford Steele, Buck Williams és Chloe Steele - összefognak, hogy harcoljanak az ellenség ellen. Megszületik a "nyomorúságos erő" ("nyomorúságos erő" a tribulatio magna (latinul), a Bibliában leírt végső csata "nagy nyomorúsága" szóból).

## Szereplők
| Szerep            | Színész          | Magyar hangja |
| ----------------- | ---------------- | ------------- |
| Buck Williams     | Kirk Cameron     | Csőre Gábor   |
| Rayford Steele    | Brad Johnson     | Kőszegi Ákos  |
| Chloe Steele      | Janaya Stephens  | n.a           |
| Bruce Barnes      | Clarence Gilyard | Sótonyi Gábor |
| Chaim Rosenzweig  | Colin Fox        | Szélyes Imre  |
| Nicolae Carpathia | Gordon Currie    | n.a           |
| Hattie Durham     | Chelsea Noble    | Holló Orsolya |
| Jonathan Stonegal | Daniel Pilon     | n.a           |
| Joshua Cothran    | Tony De Santis   | n.a           |
| Dirk Burton       | Jack Langedijk   | n.a           |
| Ivy Gold          | Krista Bridges   | n.a           |
| Steve Plank       | Thomas Hauff     | n.a           |
| Ken Ritz          | Neil Crone       | n.a           |

## Fogadtatás

### Kritikai visszhang
A film gyenge visszajelzéseket kapott. A Rotten Tomatoeson 16%-os minősítést ért el 45 értékelés alapján az összefoglaló szerint: „A rossz produkciós értékek, a lassú tempó és a hiteltelen történet miatt a Left Behind csak a hívők számára jó film.” Joe Leydon a Varietytől azt írta: „Lehet, hogy rendkívül hatásos a megtérteknek való prédikálás során, de világi szórakoztatásként nem valami nagy durranás.” Stephen Holden a New York Timestól azt írta: „A film a tűz és kénkő minden sugallata ellenére távolról sem ijesztő, és ezen a középiskolai színészi játék sem segít.” Lou Lumenick a New York Posttól azt írta: „Ez a könyörtelenül unalmas film a keresztény sci-fi hardcore rajongóin kívül valószínűleg senkinek sem fog tetszeni.”

### Bevételi adatok
A Box Office Mojo szerint a film 4,2 millió dolláros bevételt szerzett, a költségvetésről nincs információ.